# 마테우스 누네스
마테우스 루이스 누네스 (Matheus Luiz Nunes, 1998년 8월 27일 ~ )는 포르투갈의 축구 선수이며, 프리미어리그의 맨체스터 시티에서 미드필더로 뛰고 있다.

## 수상

#### 스포르팅
- 프리메이라리가 : 2020-21
- 타사 다 리가 : 2020–21, 2021–22
- 수페르타사 칸디두 데 올리베이라 : 2021

#### 맨체스터 시티
- 프리미어리그 : 2023-24
- FIFA 클럽 월드컵 : 2023
- FA 커뮤니티실드 : 2024

### 개인
- 프리메이라리가 올해의 팀 : 2021-22
- 프리메이라리가 이 달의 미드필더 : 2021년 10월, 11월
- 프리미어리그 이 달의 골 : 23년 4월